# Wegneria cavernicola
Wegneria cavernicola är en fjärilsart som beskrevs av Diakonoff 1951. Wegneria cavernicola ingår i släktet Wegneria och familjen äkta malar. Inga underarter finns listade i Catalogue of Life.